# Northbrook (Illinois)
Northbrook é uma aldeia localizada no estado americano de Illinois, no Condado de Cook.

## Demografia
Segundo o censo americano de 2000, a sua população era de 33.435 habitantes.
Em 2006, foi estimada uma população de 34.142, um aumento de 707 (2.1%).

## Geografia
De acordo com o United States Census Bureau tem uma área de 33,6 km², dos quais 33,5 km² cobertos por terra e 0,1 km² cobertos por água.

## Localidades na vizinhança
O diagrama seguinte representa as localidades num raio de 8 km ao redor de Northbrook.